# 파란 다이아몬드 사건
파란 다이아몬드 사건(영어: Blue Diamond Affair)은 1989년에 사우디아라비아에서 근무하던 태국 출신 노동자가 사우디아라비아 왕실이 소유하고 있던 보석을 훔친 사건으로 촉발된 일련의 미해결 범죄와 외교 관계 사건이다. 이 사건은 사우디아라비아와 태국의 외교 관계를 30년 넘게 악화시켰다.

## 절도 사건
1989년에 사우디아라비아에서 일하던 태국 출신 노동자인 끄리앙끄라이 떼차몽은 파이살 빈 파흐드 왕자의 궁전에서 91kg(200파운드):183 상당의 보석과 다른 귀중한 보석을 훔쳤다. 끄리앙끄라이는 파이살 빈 파흐드 왕자의 궁전에서 하인으로 일하고 있었기 때문에 왕자의 침실에 접근할 수 있었고 왕궁의 진공청소기 가방에 훔친 보석들을 숨겨두었다. 그 안에는 값진 50캐럿 상당의 파란 다이아몬드와 다른 보석들이 포함되어 있었는데 끄리앙끄라이는 태국 람빵주에 있던 자신의 집으로 배송했다. 보석들을 폐기하기가 힘들다는 사실을 확인한 끄리앙끄라이는 돈을 받고 물건을 팔기 시작했다. 방콕에서 보석상으로 일하던 산띠 싯나칸은 보석 판매를 알게 되었고 대부분의 보석을 끄리앙끄라이로부터 액면가의 일부분에 구매했다.

## 반환
촌아 끗텟 중장을 단장으로 하는 태국 왕립 경찰 수사단은 끄리앙끄라이 떼차몽의 체포, 산띠 싯나칸의 심문을 통해 도난당한 사우디아라비아 왕실의 보석 대부분을 되찾았다. 끄리앙끄라이는 태국 법원으로부터 징역 7년형을 선고받았지만 경찰 조사에 협조하고 자백한 사실이 확인되어 3년 만에 석방되었다.
촌아 끗텟 중장은 훔친 물건을 돌려주기 위해 사우디아라비아에 파견되었다. 하지만 사우디아라비아 정부는 파란 다이아몬드가 없어졌으며 반환된 보석 가운데 절반 가량이 가짜라는 사실을 확인했다. 태국 방콕에서는 자선 축제 사진에서 사우디아라비아의 궁전에서 훔친 것과 비슷한 다이아몬드 목걸이를 한 정부 공직자들의 아내의 사진 여러 장이 찍혔다는 루머가 현지 언론에 퍼졌다. 이 때문에 태국 경찰과 귀빈이 직접 보석을 가져갔다는 의혹이 증폭되었다.

## 조사
사우디아라비아 왕실과 가까운 사우디아라비아 출신의 기업인인 무함마드 알루와일리는 태국 방콕으로 건너가서 단독으로 조사를 벌이다가 1990년 2월 12일에 실종되었는데 살해된 것으로 추정된다. 그가 실종되기 전인 1989년 1월 4일에는 사우디아라비아의 외교관이 태국 방콕 방락구 시롬에서 살해당하는 사건이 일어났다. 1990년 2월 1일에는 태국 방콕 얀나와구에 위치한 퉁 마하멕에서 사우디아라비아의 외교관 3명이 추가로 살해된 채로 발견되었다. 사우디아라비아 정부는 "태국 정부가 알루와일리 암살 사건, 태국 주재 사우디아라비아 외교관 암살 사건을 둘러싼 의혹을 해결하기 위해 충분히 노력하지 않았다."고 해명했음에도 불구하고 이들 살인 사건은 미해결 상태로 남아 있으며:185 보석 도난 사건과의 연관성도 규명되지 않고 있다.
촌아 끗텟 중장은 1995년에 이 사건에 연루된 것으로 알려진 보석 상인의 아내와 아들을 살해하도록 지시한 혐의로 기소되었고 태국 법정에서 유죄 판결을 받으면서 사형을 선고받았다. 태국 대법원은 2019년 10월 16일에 끗텟 중장에게 내려진 사형 판결을 확정지었다. 하지만 끗텟의 형량은 푸미폰 아둔야뎃 국왕의 84번째 생일을 기념하기 위한 태국 정부의 사면 조치에 따라 징역 50년형으로 감형되었다. 6명의 동료 경찰들도 해당 살인 사건에 연루되어 유죄 판결을 선도받았다. 특히 관련자 가운데 한 사람인 빤삭 몽꼴슬립 경위는 2002년에 태국 법정에서 무기징역을 선고받았다. 몽꼴슬립 경위는 2005년에 열린 항소심 재판에서도 유죄 판결을 받았으나 2012년에 석방되었다.

## 외교·경제적 파장
사우디아라비아와 태국의 양국 관계는 살인 사건 이후에 더욱 악화되었다. 사우디아라비아는 태국 국민들에 대한 취업 비자 발급을 중단하고 자국민들의 태국 방콕 방문을 축소시켰다. 외교 사절단은 임시대리대사급으로 격하되었다. 사우디아라비아에서 일하던 태국 국민은 1989년 당시에 150,000명에서 200,000명 정도였으나 2008년에 10,000명으로 줄어들었다. 태국으로의 송금 비용은 약 2,000억 태국 밧이었는데 이는 사우디아라비아에서 일할 수 있는 태국 노동자의 수가 줄어들었기 때문이다.

## 여파
2016년 3월 17일에 당시 65세였던 끄리앙끄라이 떼차몽은 람빵주에 위치한 자택에서 기자들에게 자신의 부정직한 행동을 뉘우치기 위해 평생 승려가 될 것이라고 밝혔다. 끄리앙끄라이는 절도 혐의로 인해 거의 5년 동안 태국의 교도소에 수감되었다. 끄리앙끄라이는 사라진 파란 다이아몬드가 저주받은 것으로 믿고 있으며 이 절도 사건이 자신과 그의 가족에게 일련의 재앙을 가져다 주었다고 전했다. 촌아 끗텟은 태국 왕실의 사면을 받으면서 2015년 8월에 석방되었다. 촌아 끗텟은 끄리앙끄라이의 개안식에 참석했다.
2019년 3월 22일에는 태국 대법원이 1990년에 일어난 사우디아라비아의 기업인인 무함마드 알루와일리의 납치 및 살인 사건에 연루된 경찰관 5명에게 증거 부족을 이유로 무죄를 선거했다. 경찰관 5명에 대한 고발은 몇 년 동안에 있었으나 반복적으로 기각되었다. 태국 형사법원은 2014년에 이 사건을 기각했고 이듬해에 열린 항소심에서 확정 판결을 내렸다.

## 참고 문헌
- "Thai Blue Diamond Affair: Kingdom demands justice" (Archive) Arab News. 2014년 7월 4일.
- Ramsey, Adam, Assassinations, Curses, and Stolen Jewels: The 'Blue Diamond Affair' Is Still Darkening Saudi-Thai Relations 보관됨 2018-08-15 - 웨이백 머신. Vice News, 2015년 10월 2일.
- Saksornchai, Jintamas (2019년 3월 22일). “TOP COURT CLEARS COPS OF MURDER IN SAUDI ‘BLUE DIAMOND’ CASE”. 《Khaosod English》. 2020년 6월 4일에 확인함.
- “Acquittal of five policeman in 1990 Saudi murder case upheld”. 《The Nation》. 2019년 3월 22일. 2020년 6월 4일에 확인함.